# Резолюция Совета Безопасности ООН 37
Резолюция 37 Совета Безопасности ООН, принятая 9 декабря 1947 года, адаптировала раздел правил процедуры Совета, регулирующий подачу заявки на членство новых стран.
Резолюция была принята без голосования.